# Battaglia del Macerone
La battaglia del Macerone è lo scontro avvenuto il 20 ottobre 1860 fra i reparti dell'esercito borbonico guidati dal generale Luigi Scotti Douglas e il IV Corpo d'armata dell'esercito piemontese guidato dal generale Enrico Cialdini.
L'episodio prende il suo nome dal valico del Macerone, il passo appenninico che collega l'Abruzzo con il Molise e che era attraversato dall'antica strada che univa L'Aquila a Napoli: su questa direttrice i piemontesi, dopo aver invaso l'Italia centrale, avanzavano in direzione del fronte del Volturno e della città di Capua, dove le truppe di Francesco II stavano fronteggiando l'Esercito meridionale di Garibaldi.
La sconfitta delle truppe borboniche, inferiori di numero e mal guidate, permetteva di prendere alle spalle l'esercito napoletano, che era così costretto a ripiegare verso il Garigliano e verso Gaeta.
Allo scontro parteciparono, a fianco dei piemontesi, numerosi patrioti, fra cui il molisano Francesco de Feo. Il maggior generale Paolo Griffini dell'esercito sardo ottenne una Medaglia d'oro al valor militare per le sue azioni durante la battaglia.